# Viktória Forster
Viktória Forster (* 8. dubna 2002, Hronec) je slovenská atletka, věnující se běhu na krátké vzdálenosti.

## Sportovní kariéra
Původně se věnovala biatlonu, poté se dala na dráhu atletky. Trénuje v klubu ŠK ŠOG Nitra.
Je aktuální (2023) držitelkou slovenských národních rekordů v běhu na 60, 100 metrů a 100 m běhu přes překážky.
Získala zlatou a stříbrnou medaili na Univerziádě 2023 (100 m přes překážky a 100 m běh).
Slovensko reprezentuje také na Letních olympijských hrách 2024 v běhu na 100 m a v běhu na 100 m přes překážky.
V běhu na 100 metrů obsadila v rozběhu 6. místo a nekvalifikovala se do dalších bojů.